# Comuna Velîka Berezna, Polonne
Velîka Berezna (în ucraineană Велика Березна) este o comună în raionul Polonne, regiunea Hmelnîțkîi, Ucraina, formată din satele Adamiv, Radhospne, Varvarivka și Velîka Berezna (reședința).

## Demografie
Componența lingvistică a comunei Velîka Berezna
     Ucraineană (99,03%)
     Alte limbi (0,79%)
Conform recensământului din 2001, majoritatea populației comunei Velîka Berezna era vorbitoare de ucraineană (99,03%), existând în minoritate și vorbitori de alte limbi.